# Општина Вултуру (Констанца)
Вултуру (рум. Vulturu) општина је у Румунији у округу Констанца.
Oпштина се налази на надморској висини од 122 m.